# Жосалы (Кызылординская область)
Жосалы (каз. Жосалы, ранее Джусалы) — село (ранее посёлок городского типа) в Кызылординской области Казахстана, административный центр Кармакшинского района.
Расположено на правом берегу реки Сырдарьи. Железнодорожная станция Жосалы (бывш. Джусалы, построена в 1905 году) на Ташкентском железнодорожном ходу (160 км к северо-западу от Кызылорды) расположена в северной части села. Железная дорога двухпутная, ширококолейная, тяга тепловозная. Автомобильная дорога М-32 Самара — Шымкент. На северной окраине села, в 2 км севернее станции Жосалы находится бывший аэропорт местных воздушных линий.
В 12 км к юго-западу от Жосалы находится древняя крепость Жусандала.

## Этимология
Название местности Джусалы имеет тюркское происхождение и восходит к казахскому слову «жоса» — охра (растение, из которого делали краситель для шерстяных материалов), всё слово целиком следует трактовать — «место, где много охры». Также в окрестностях посёлка имелся холм с названием Жоса.

## Общая информация
Застройка квартальная. Старые строения одно-двухэтажные из сырцового кирпича, новые — трёх-четырёхэтажные из жженого кирпича. Главные проезды шириной 30 м с асфальтовым или гравийным покрытием, прочие улицы шириной 12-20 м без покрытий. В поселке имеется водопровод и канализация. Посёлок электрифицирован и располагает телефонной и телеграфной связью. Озеленение в поселке представлено небольшими фруктовыми садами в частном секторе и редкими древесными посадками на улицах.
Официально входит в приаральскую зону экологического бедствия. Часть населения из-за высокого уровня безработицы в 1990-е годы покинула посёлок, уехав в Байконур, Кызылорду, другие города Казахстана. По сравнению с 1984 годом численность населения снизилась на 7 тыс. жителей.
В советское время в посёлке функционировали механический (производство деталей для буровых установок) и маслобойный заводы.
В начале 2000-х годов построен нефтепровод «Арыскум — Джусалы», доставляющий в Жосалы нефть с месторождения Кумколь (Карагандинская область) и наливной терминал на северо-западе посёлка Жосалы для погрузки нефти в железнодорожные вагоны, что позволило создать ряд новых рабочих мест.

## История
Посёлок основан в 1853 году как Форт № 2 в составе Сырдарьинской наступательной и оборонительной линии, организованной после фактического присоединения этого края к России.
С созданием Сырдарьинской линии Россия, завершив установление административной власти в киргизской (казахской) степи, вплотную подошла к границе среднеазиатских ханств. Через 11 лет Сырдарьинская линия, наряду с Сибирской, стала плацдармом дальнейшей геополитической экспансии России в Средней Азии.
Ранее посёлок носил название Кармакши (каз. қармақшы — удочник), название местности (а затем и посёлка) восходит к святому Кармакши Ата (1630—1710), жившему в этих местах. Место, где соединяется протока Караозек с коренным руслом реки Сырдарья называлось «Кармакшинской переправой».

 Форт № 2 основан на правом берегу реки Сырдарьи при слиянии Караузяка и Джамандарьи, двух её рукавов, близ урочища Кармакчи, прозванного так потому, что здесь находится могила киргизского святого, известного под этим прозвищем. Противоположный берег представляет прекрасную луговую низменность, между тем как этот состоит из песка, щебня и камня и лишен всякой растительности. В форте, несмотря на всевозможные старания, до сих пор не смогли возрастить ни одного деревца: к половине лета почва положительно раскаливается и всякая зелень перегорает, несмотря на самую тщательную поливку. — П. И. Пашино. Туркестанский край в 1866 году. Путевые заметки. — СПб., 1868.

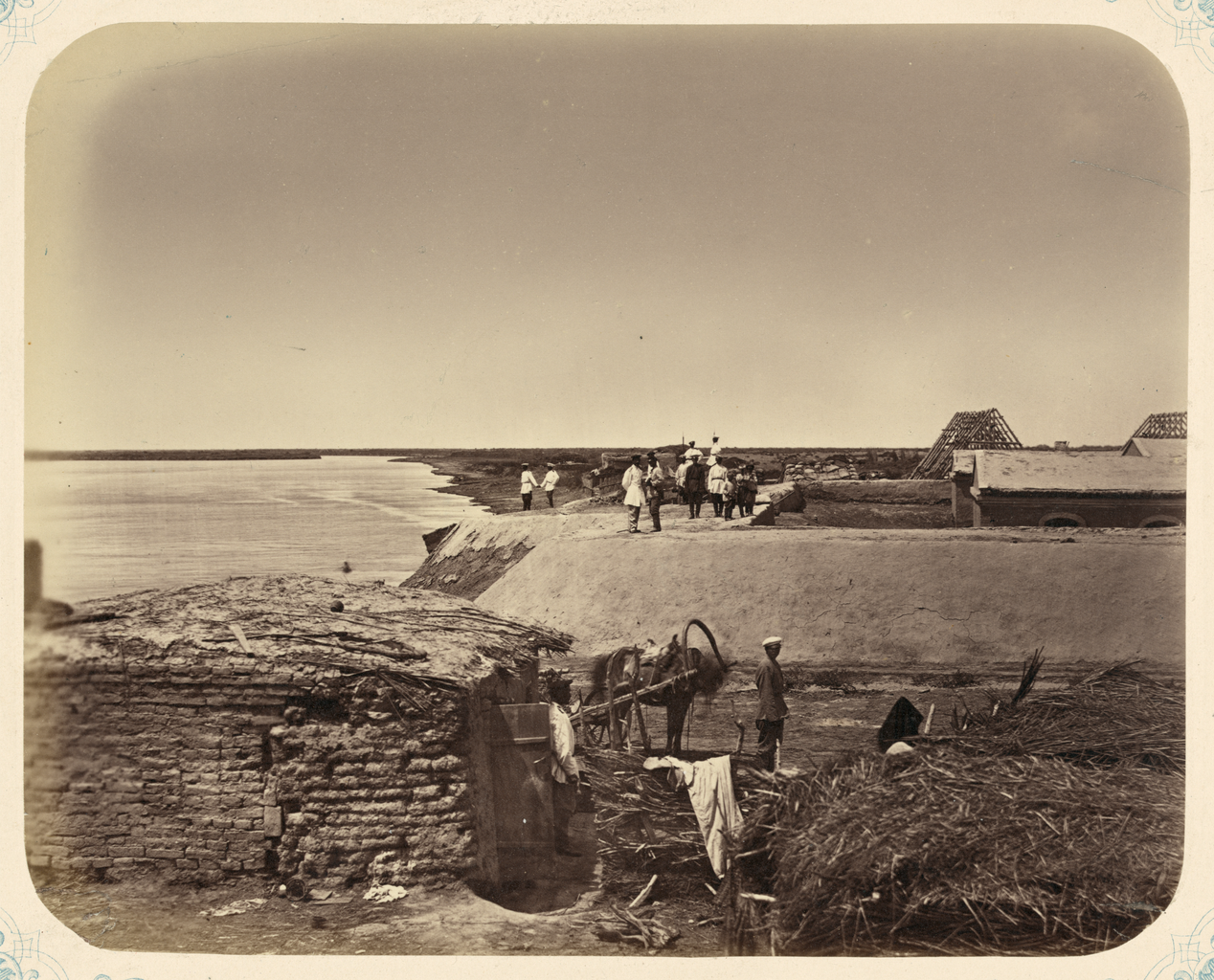
Сырдарьинская область. Набережная Сыр-Дарьи у форта

В то же время Джусалы переводится с казахского как «место, где много охры», где жоса — «охра».
Недалеко от Джусалы находится место (около ж. д. станции Коркыт), где захоронен великий тюркский просветитель Коркыт Ата, создатель музыкального инструмента кобыз.
В 1930—1950-е годы в посёлке проживало большое количество (ориентировочно, несколько тысяч человек) спецпоселенцев и спецпереселенцев из европейской части СССР: чеченцы, корейцы, немцы Поволжья, черноморские греки, месхетинские турки, раскулаченные русские. В 1960—1980-е годы большинство из них выехали на постоянное место жительства в другие регионы СССР, а некоторые и в дальнее зарубежье. Таким образом, в настоящее время подавляющее большинство населения посёлка составляют казахи.
В середине 1950-х годов для создания нового полигона (ныне — космодром Байконур) был отведён значительный участок пустынной местности приблизительно посередине между двумя райцентрами Кзыл-Ординской области — Казалинском и Джусалы, около разъезда Тюра-Там Среднеазиатской железной дороги. С декабря 1954 по май 1955 года в данной местности работала рекогносцировочная экспедиция, в состав которой входили десятки военных специалистов различных специальностей: ракетчики с полигона Капустин Яр, строители-проектировщики военных объектов из ЦПИ-31, ученые-специалисты из ракетного НИИ-4 Министерства обороны, военные медики-зпидемиологи, специалисты по распространению радиоволн, топографы, геологи. Экспедиция разместилась в пассажирских железнодорожных вагонах, для которых на станции Джусалы был построен специальный тупик, обнесённый двухрядным заграждением из колючей проволоки. На этой территории располагался также прикомандированный из Туркестанского военного округа автобатальон для выполнения транспортных функций. Аэродром Джусалы был модернизирован и расширен, туда была перебазирована транспортная эскадрилья в составе трёх самолётов Ли-2 и шесть легких самолётов Ан-2. Данному району было присвоено кодовое имя «Район Леоновки», этот шифр значился в командировочных предписаниях.
Максимальный уровень развития экономического и социального развития посёлка и района был достигнут в 1970-х годах, перед началом резкого снижения уровня Аральского моря.

## Климат
Климат резко континентальный, засушливый, с большими колебаниями сезонных и суточных температур воздуха, малым количеством осадков (около 120 мм в год).
Зима (середина ноября — середина марта) с переменной облачностью и частыми туманами. Средняя температура воздуха днем —5…—10 °C, ночью до —20…-25 °C (минимальная −38 °C). Устойчивые морозы начинаются в декабре. В любой месяц зимы возможны оттепели. Осадки выпадают преимущественно в виде снега. Снежный покров образуется во второй половине декабря и держится до конца марта; высота его обычно не превышает 10 см (в снежные зимы до 26 см). Средняя глубина промерзания грунта 1,3 м.
Весна (середина марта — апрель) теплая с неустойчивой погодой в первой половине. Температура воздуха в начале сезона днем —1…-10 °C, ночью до −10 °C; в конце сезона днем до +25 °C, ночью от −1 °C до +8 °C. Осадки выпадают в виде кратковременных дождей, иногда со снегом.
Лето (май — середина сентября) характеризуется устойчивой жаркой сухой и малооблачной погодой. Преобладающая температура воздуха днем +33…+38 °C (максимальная +45 °C), ночью температура опускается до +15…+18 °C. Летом часто бывают пыльные бури, которые поднимают в воздух песок и пыль.
Осень (середина сентября — середина ноября) — в первой половине сухая и теплая, во второй облачная и прохладная. Температура воздуха днем +5…+25 °C, ночью —5…+5°C. Осадки выпадают в виде моросящих дождей, во второй половине ноября выпадает мокрый снег.
Ветры весной и летом преимущественно западные и северо-западные, осенью и зимой восточные и северо-восточные. Преобладающая скорость ветра 3-7 м/с. В течение всего года (особенно в зимний и весенний период) часто наблюдаются сильные ветры со скоростью 15 м/с и более (45 дней за год).
Среднее число дней с явлениями погоды за год: осадки 58 (январь 9, июнь 2), туман 27, метель 6, гроза 7. Число ясных дней по общей облачности — 119, пасмурных по нижней облачности — 17.

## Население
В 1999 году население села составляло 18 997 человек (9323 мужчины и 9674 женщины). По данным переписи 2009 года в селе проживали 18 983 человека (9406 мужчин и 9577 женщин).
На начало 2019 года, население села составило 18563 человека (9465 мужчин и 9098 женщин).

## Природа
Территория представляет собой равнину, слабо всхолмленную на севере. Относительная высота холмов 20-30 м. Вершины холмов куполообразные, склоны их пологие, местами изрезаны промоинами. Абсолютные отметки колеблются от 92 до 130 м. Для всей территории характерно наличие замкнутых котловин, занятых солончаками, такырами, озёрами. В пойме р. Сырдарьи движение автотранспорта невозможно из-за наличия большого количества проток, заболоченных участков и густой оросительной сети.
Река Сырдарья имеет ширину 150—200 м, глубину 1,5—2 м, грунт дна песчаный. Русло извилистое, берега крутые и обрывистые (высота обрывов 2-5 м). Пойма реки широкая, достигает 10-20 км, местами заболоченная, густо поросшая камышом. В пойме имеется большое количество стариц, озёр, каналов и проток. Вода в реке и её протоках пресная, мутная, пригодная для питья только после отстаивания и тщательной очистки. Самый высокий уровень в реке с апреля по август. В этот период заполняются водой все имеющиеся в пойме водотоки и водоемы. Регулярного судоходства по Сырдарье нет, допускается плавание мелких судов с осадкой до 1,2 м 3амерзает река и все имеющиеся водотоки и водоемы в декабре, вскрываются в конце марта. Толщина льда в среднем 0,5 м, в суровые зимы достигает 0,9 м
Растительность на территории пустынная и полупустынная, представлена кустарниками (жынгыл, джузгун), высотой до 2 м, полукустарниками (боялыч, биюргун, полынь) высотой до 0,5 м и травами (типчак, ковыль). Повсеместно распространена верблюжья колючка (жантак). В пойме р. Сырдарьи и на островах встречается древесная растительность (ива, тополь, лох (джида) и сплошные заросли (тугаи) колючих кустов высотой до 5 м. По всей пойме, а особенно на заболоченных участках, растет камыш высотой 5 м, образуя труднопроходимые заросли. На обрабатываемых землях в пойме выращивается преимущественно рис.

## Достопримечательности
Возле села находится Мавзолей Кармакшы-ата.

## Галерея

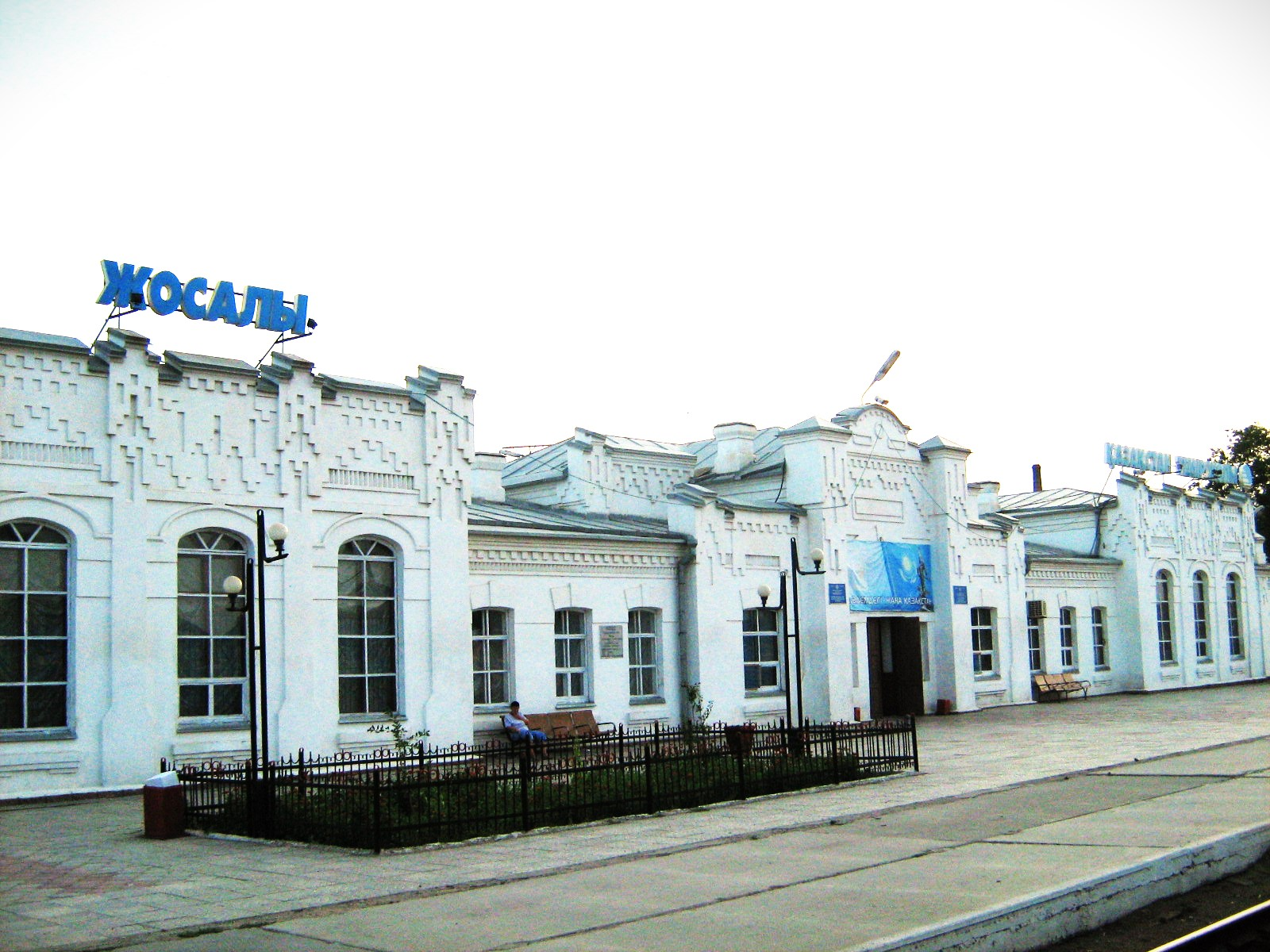
Ж.д.вокзал
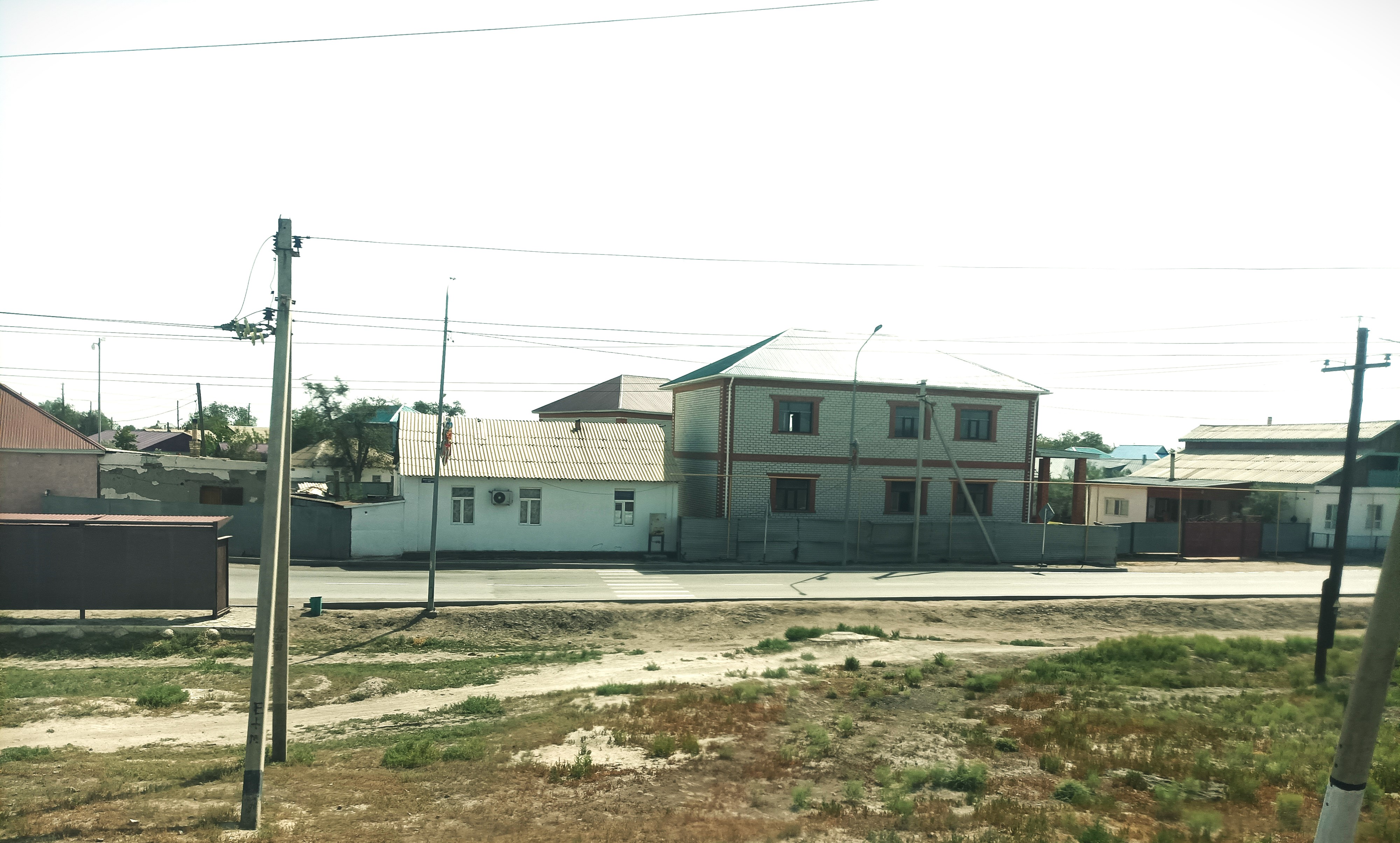
Жосалы
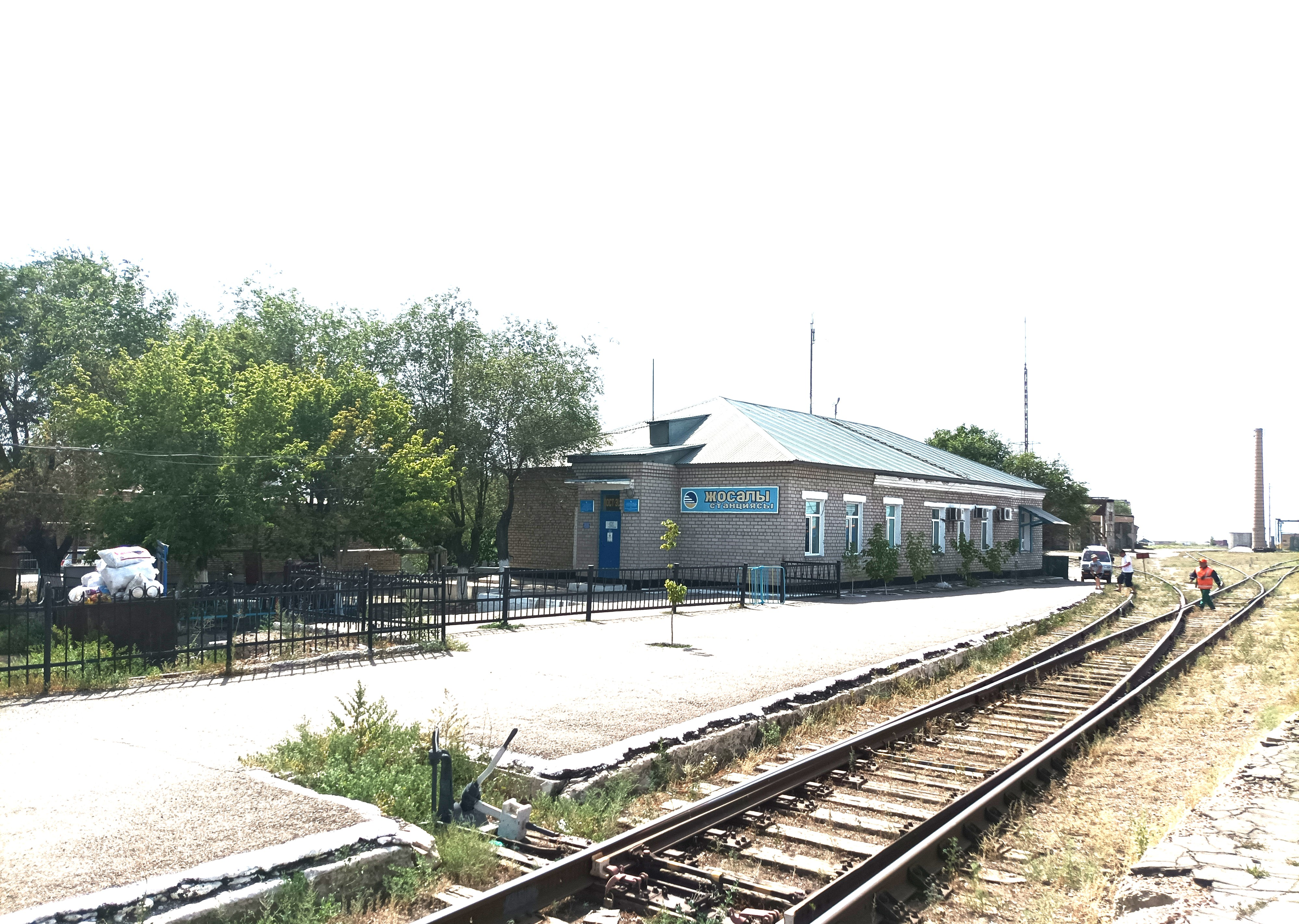
Жосалы
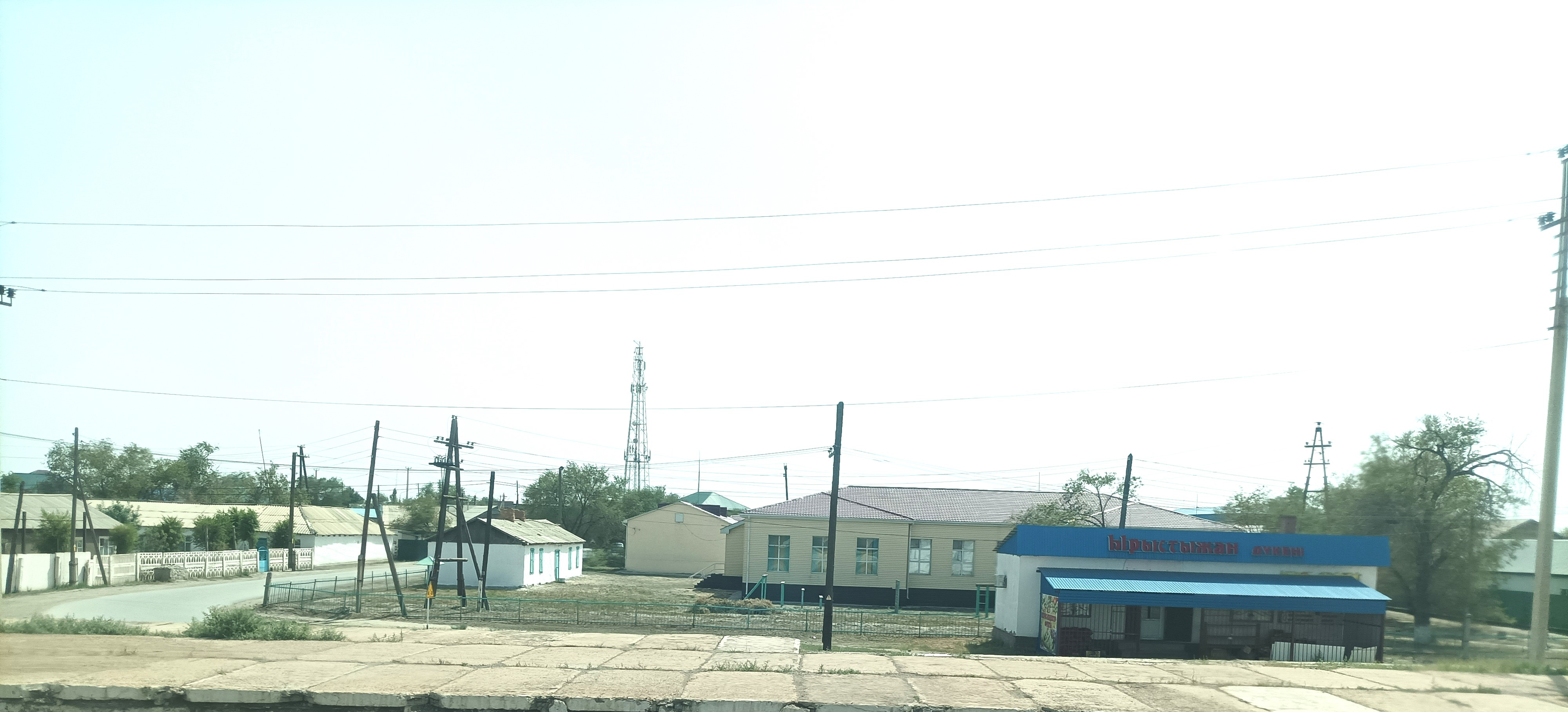
Жосалы
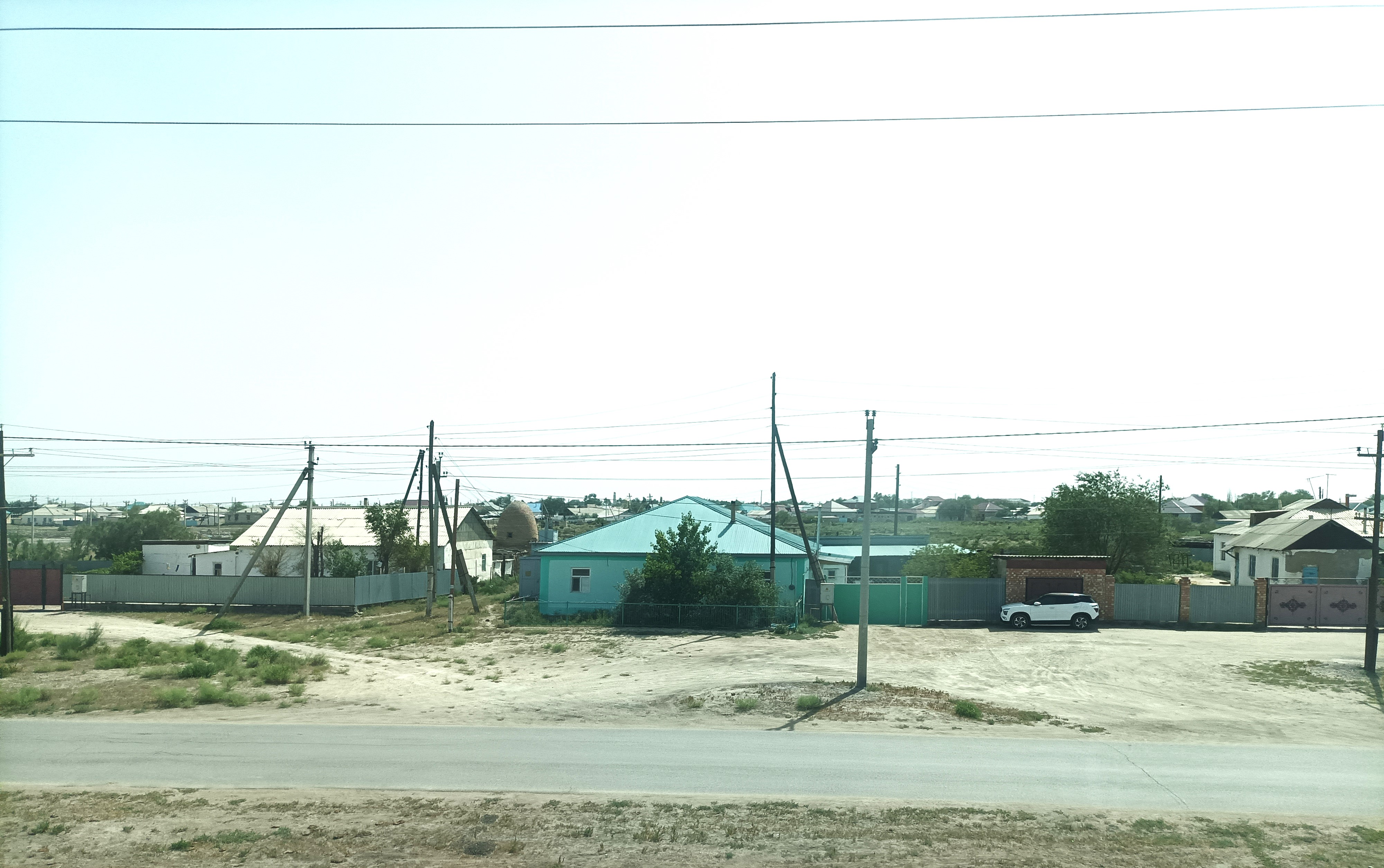
Жосалы